# Roberto Santamaría Calavia
Roberto Santamaría Calavia (Pamplona, Navarra, 12 de marzo de 1962) es un exfutbolista español que actuaba en la posición de portero. Actualmente es parte del cuerpo técnico de la cantera de Club Atlético Osasuna como preparador y entrenador de porteros.

## Trayectoria
Comenzó a jugar a futbol en el Oberena, famoso club cantera de Pamplona. En este equipo militaron un buen número de deportistas destacados en Primera División: Zoco, Zaldúa, Zabalza, Marañón, Ederra, 'Tiko', Glaría, entre otros. Desde el fútbol sala pasó por todas las categorías del club hasta llegar a tercera división. En la temporada 1984-85 recaló en el Promesas (1984-85), filial de Osasuna. A partir de entonces, y después de estar cedido en el Lleida una temporada (1985-86), jugó ocho temporadas en Primera División y una en Segunda, siendo el portero que más partidos ha estado en Primera División con los rojillos y el segundo pamplonés, tras Puñal, con más minutos como jugador (241 partidos y 21.214 minutos). Se retiró en las filas del Málaga CF en 1997.

## Vida personal
Roberto es el primero de una familia dedicada de lleno al fútbol, ya que sus hermanos han sido jugadores, si bien no profesionales; el mayor, Víctor Santamaría Calavia, realizó tareas como seleccionador en la Federación Navarra de Fútbol y entrenador en diversos clubes y, el más pequeño, Agustín Santamaría Calavia, hizo lo propio como árbitro del Comité Navarro de Árbitros de Fútbol.
Además, sus sobrinos son jugadores profesionales. El mayor de ellos, Roberto Santamaría, es portero y Mikel Santamaría juega como defensa central.

## Clubes
| Club             | País              | Año       |
| ---------------- | ----------------- | --------- |
| Osasuna Promesas | Bandera de España | 1982-1985 |
| UE Lleida        | Bandera de España | 1985-1986 |
| Osasuna          | Bandera de España | 1986-1995 |
| Málaga CF        | Bandera de España | 1995-1997 |